# Frailea phaeodisca
Frailea phaeodisca (укр. Фрайлея феодіска) — сукулентна рослина з роду фрайлея родини кактусових.

## Опис

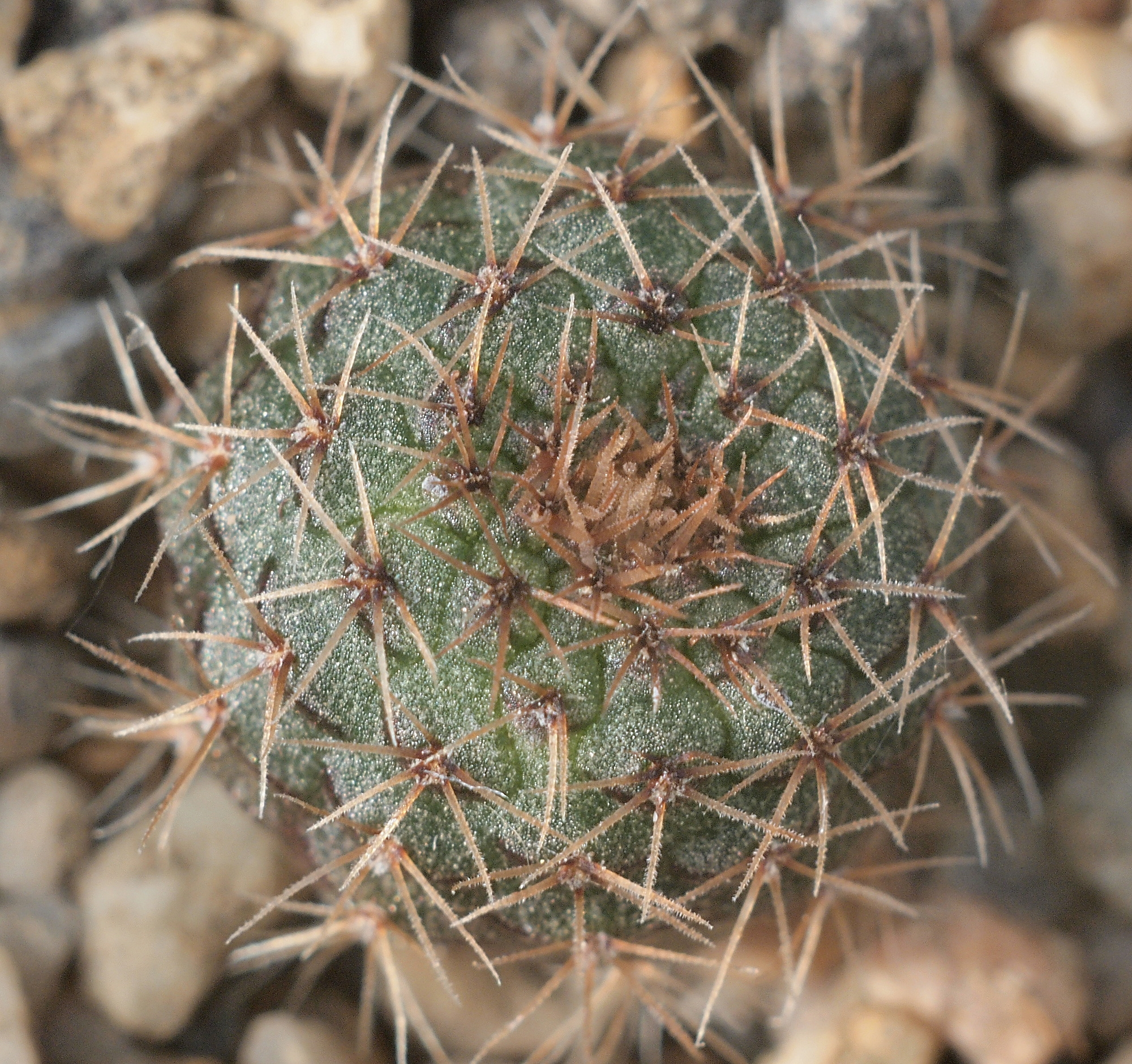
Доросла Frailea phaeodisca

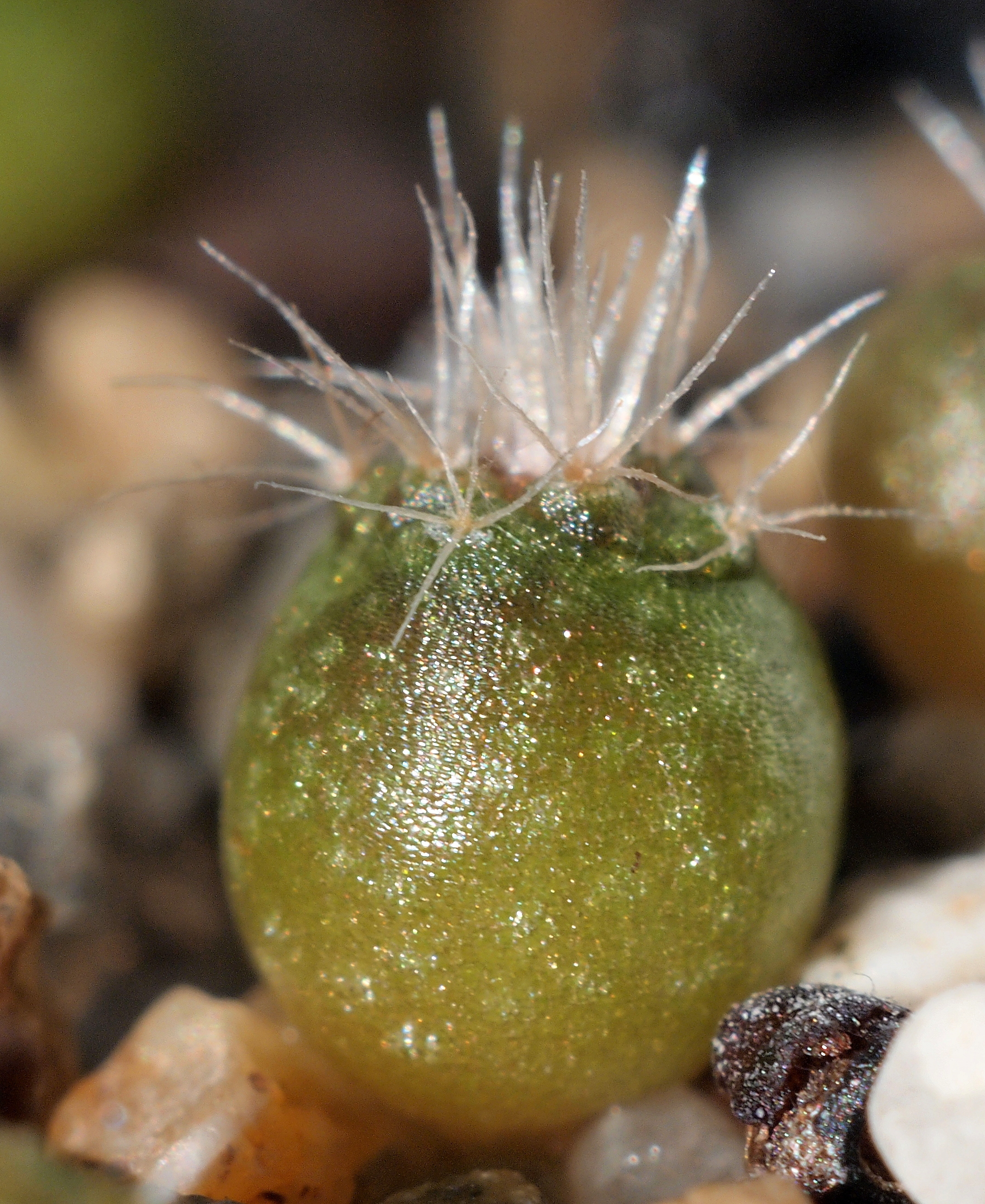
Сіянець Frailea phaeodisca

Frailea phaeodisca — одна з найкрасивіших фрайлей. Стебла кулясті, майже гладкі — ні ребра, ні горбки практично не підносяться над їх поверхнею, сірувато-зелені з червонуватим нальотом. Ареоли шоколадно-коричневі з дуже короткими світлими радіальними колючками, які щільно прилегають до стебла. Квітки жовті, близько 2 см завдовжки. Частина насіння утворюється в результаті клейстогамії. Насіння досить велике, недовго зберігає схожість.

## Розповсюдження, екологія та чисельність
Ареал розповсюдження — Бразилія, штат Ріо-Гранде-ду-Сул і Уругвай, департамент Такуарембо на висоті до 300 м над рівнем моря. Ці кактуси ростуть на скельних виходах і кам'янистих полях у пампі — середовищі проживання, яке має дуже високий потенціал того, що буде використовуватися для сільського господарства та розведення рогатої худоби.
Субпопуляції в Бразилії ніколи не зустрічається у великих кількостях. В Уругваї вид є відносно поширеним.
Frailea phaeodisca має відносно великий ареал близько 80 000 км², але цього не достатньо, бо відомо багато місць, де вид був колись знайдений, які зазнали повного перетворення землі. Підраховано, що 40 % особин цього виду зникли в останні 20 років у зв'язку з чинниками, які продовжують діяти. Таким чином, цей вид занесений до категорії «Уразливі види» Червоного Списку Міжнародного Союзу Охорони Природи. Основні загрози: витоптування великою рогатою худобою, сільське господарство, лісівництво (евкаліптові плантації), інвазивні трави і пожежі.

## Утримання в культурі
У культурі закритого приміщення Frailea phaeodisca невибаглива. У літній період утримують в умовах помірного сонячного освітлення та поливу. Зимівля проходить при температурі близько 10 °C, практично сухо. Тривалі зимівлі переносить важко, стебло може зморщитися, а коріння стати крихкими. Тому до весни кактус потрібно зрідка обприскувати в теплі години доби і злегка зволожувати субстрат після його попереднього прогрівання. Навесні потрібно притінення від прямих сонячних променів, але після набухання квіткових бруньок рослину відкривають для інтенсивного сонячного освітлення. Рекомендується проникна, переважно мінеральна ґрунтова суміш. Субстрат повинен мати слабокислую реакцію (рН 6).
Розмноження: насінням. Проростають дружно. Зацвітає через кілька років після посіву.
Frailea phaeodisca — недовговічна рослина. Продовжити життя рослини можна щепленням, але це небажано, тому що підвищення динаміки зростання на підщепах призводить до погіршення габітусу. Добрими підщепами себе зарекомендували рослини типу ехінопсисів, хеліантоцереусів, гібридні селеніцереуси.